# Лобойковское сельское поселение
Лобо́йковское се́льское поселе́ние — муниципальное образование в Даниловском районе Волгоградской области.
Административный центр — село Лобойково.

## История
Лобойковское сельское поселение образовано 22 декабря 2004 года в соответствии с Законом Волгоградской области № 1058-ОД.

## Население
| 2010 | 2012 | 2013 | 2014 | 2015 | 2016 | 2017 |
| ---- | ---- | ---- | ---- | ---- | ---- | ---- |
| 953  | ↘922 | ↘885 | ↘879 | ↘849 | ↘830 | ↘800 |
| 2018 | 2019 | 2020 | 2021 |      |      |      |
| ↘786 | ↘780 | ↘737 | ↘729 |      |      |      |

## Состав сельского поселения
| № | Населённый пункт  | Тип населённого пункта       | Население |
| - | ----------------- | ---------------------------- | --------- |
| 1 | Каменночерновский | хутор                        | 128       |
| 2 | Лобойково         | село, административный центр | 825       |